# U-10 (S189)
Le U-10 (S189) est un sous-marin à propulsion  diesel-électrique de type 205 de la marine allemande (Bundeswehr). Il a été construit par Howaldtswerke-Deutsche Werft de Kiel. Il a été lancé le 5 juin 1967 et mis en service le 28 novembre 1967. Il a été mis hors service le 6 février 1993 et est dorénavant navire-musée au Deutsches Marinemuseum à Wilhelmshaven.

## Galerie

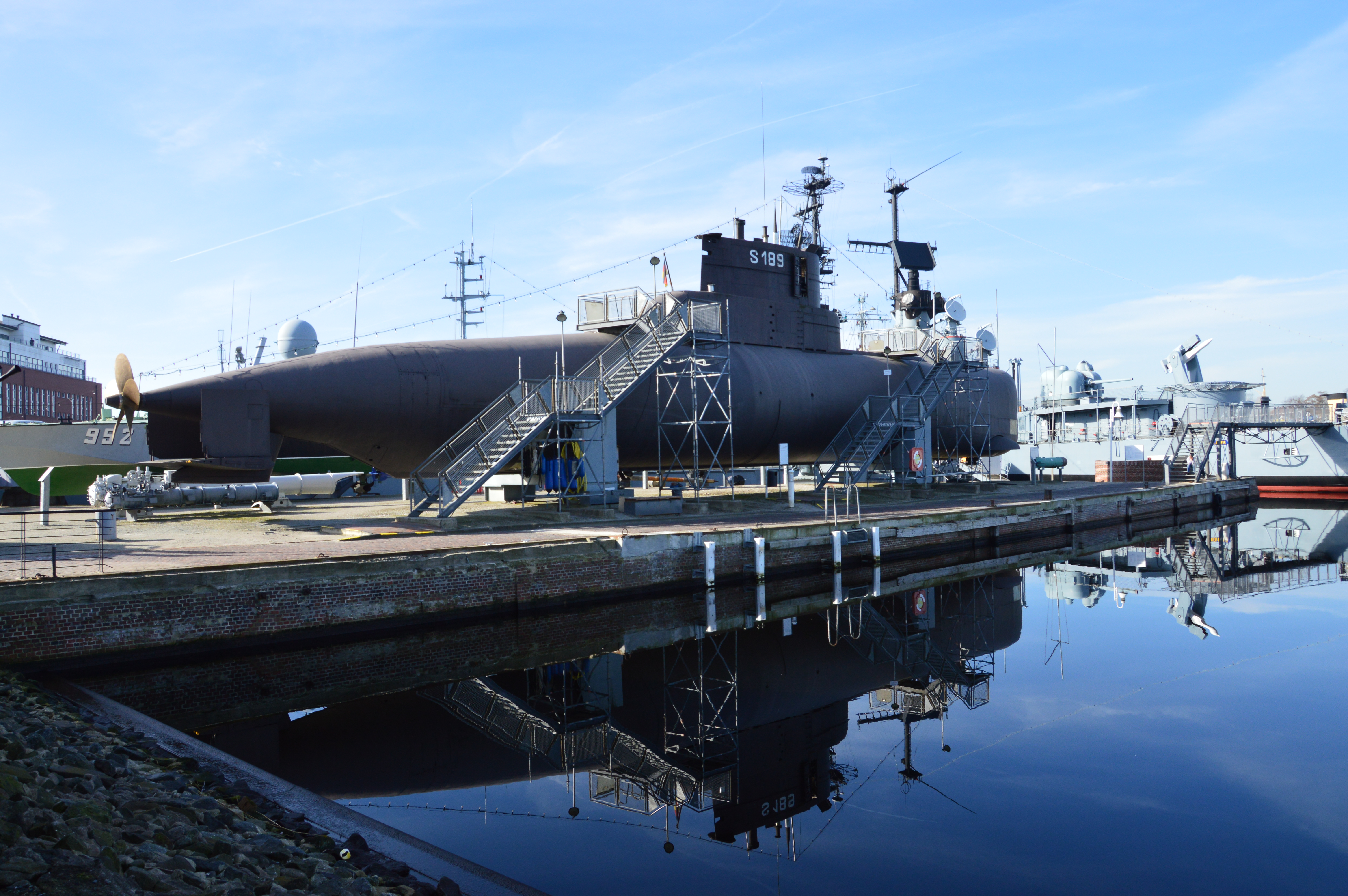
U-10 au musée maritime
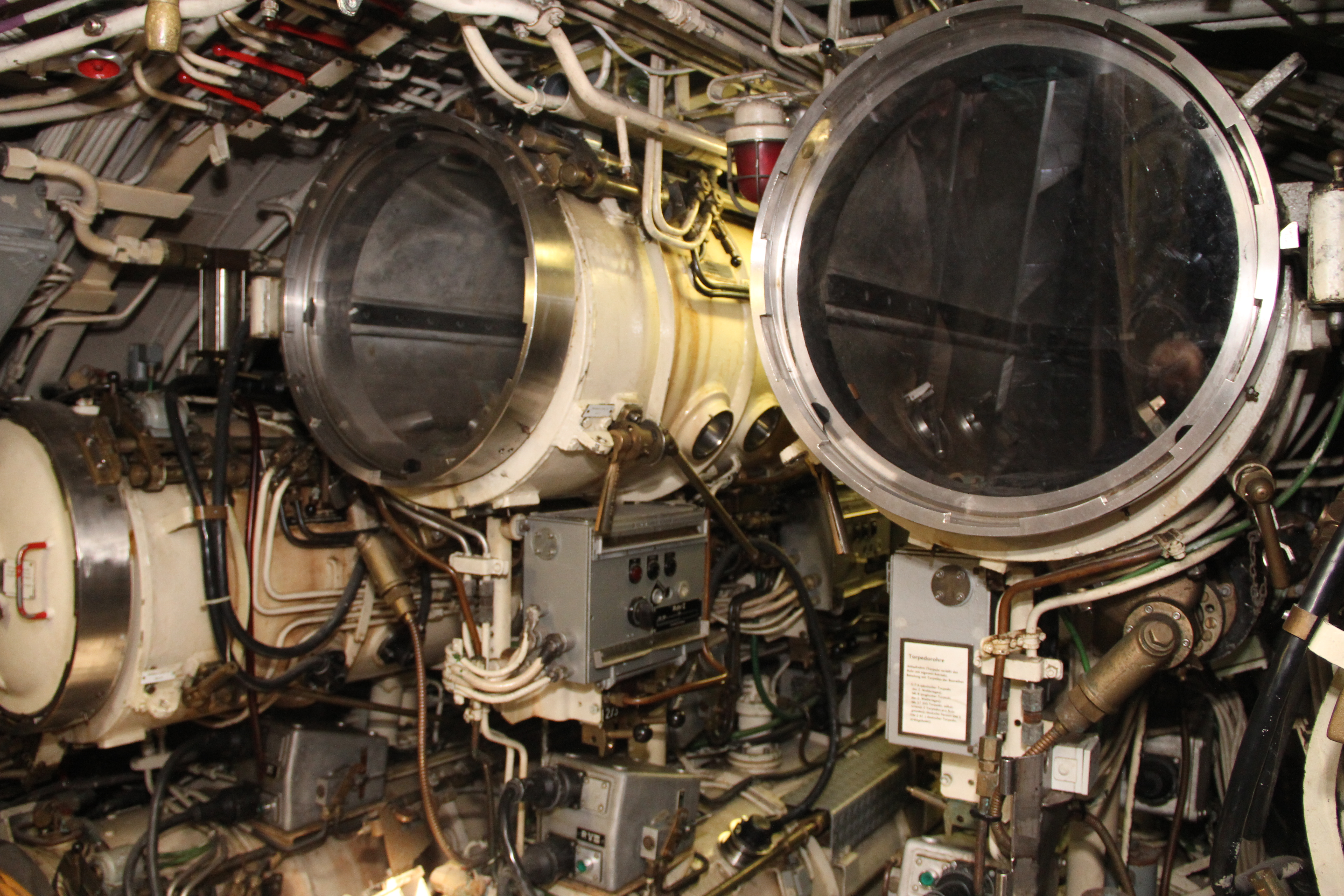
Tubes lance-torpilles
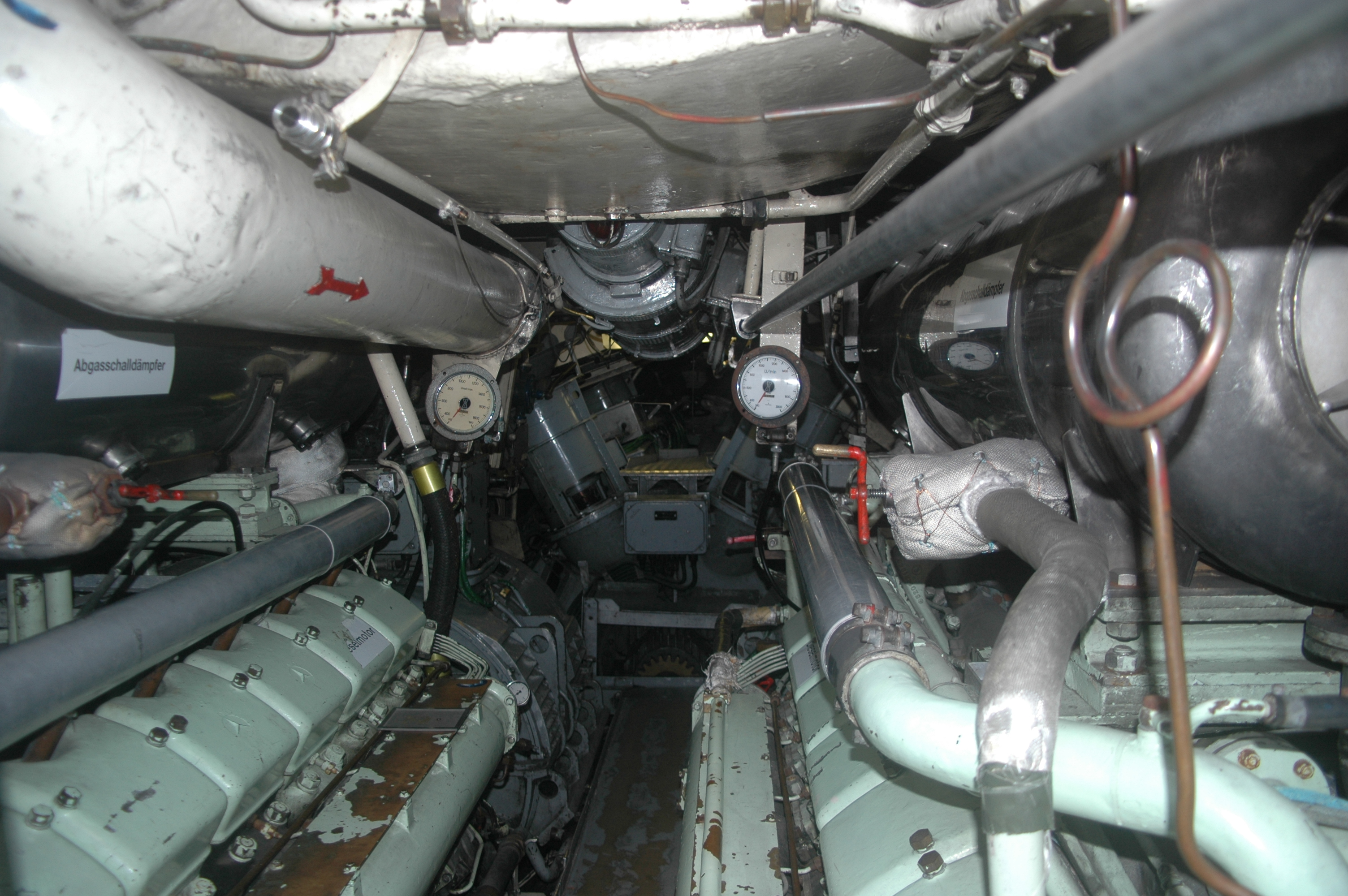
Salle des machines